# Sossano
Sossano (velenceiül Sosan) település Olaszországban, Veneto régióban, Vicenza megyében. Lakosainak száma 4134 fő (2023. január 1.). Sossano Agugliaro, Albettone, Campiglia dei Berici, Noventa Vicentina, Poiana Maggiore, Val Liona, Villaga és Orgiano községekkel határos.

## Népesség
A település népességének változása:
| Lakosok száma | 4350 | 4296 | 4134 |
|               | 2017 | 2018 | 2023 |